# V (мини-сериал, 1983)
V (англ. V) — научно-фантастический мини-сериал из двух частей, написанный и срежиссированный Кеннетом Джонсоном. Впервые был показан в 1983 году, что положило начало фантастической франшизе об инопланетянах, известных как «Визитёры», пытающихся получить контроль над Землёй.
В Советском Союзе и России сериал демонстрировался под разными названиями: «Люди-динозавры» (в видеопрокате в начале 1990-х); «Виктория!» (на телеканале СТС в феврале 1997 года); «Звёздные воины» (на канале ОРТ с 6 июля по 25 августа 1999 года). В англоязычных источниках часто упоминается как V: The Original Miniseries, чтобы отличать от последующих сериалов по франшизе с тем же названием.

## Описание сюжета
Раса пришельцев прибывает на Землю с флотом в 50 огромных, тарелкообразной формы, материнских кораблях, которые зависли над основными ключевыми городами по всему миру. Пришельцы показываются на крыше здания Организации Объединённых Наций в Нью-Йорке в виде людей, но в специальных очках для защиты своих глаз и с характерно резонирующим голосами. Называясь «Визитёрами», они предлагают дружбу, якобы прося у людей отходы химических веществ и минералов, необходимых для оказания поддержки своему больному миру. В свою очередь, Визитёры обещают поделиться с человечеством своей передовой технологией. Правительства Земли принимают договорённость и Визитёры, возглавляемые своим лидером Джоном и его заместителем Дианой, начинают приобретать большое влияние на органы государственной власти людей.
Начинают происходить странные события и учёные становятся объектами повышенной враждебности для средств массовой информации. Они сталкиваются с правительственными ограничениями на их активность и передвижение. Другие, заинтересованные в более близком изучении Визитёров, начинают исчезать или дискредитируются.
Телевизионный журналист и кинооператор Майкл Донован тайно проникает на один из материнских кораблей Визитёров и обнаруживает, что под человеческой внешностью (на публику они подобно контактным линзам надевают тонкую синтетическую похожую на человеческую кожу) пришельцы на самом деле плотоядные гуманоидные рептилии, предпочитающие есть живой корм, такой как грызуны или птицы. Донован записывает некоторые из своих находок на видеоплёнку и сбегает с материнского корабля с доказательствами, но просто разоблачить, выйдя в телеэфир не удаётся, так как вещание прерывается Визитёрами, которые захватили контроль над средствами массовой информации. Их объявление делает Донована беглецом, преследуемым как полицией, так и Визитёрами.
Учёные всего мира продолжают подвергаться преследованиям — и чтобы дискредитировать их (как часть человеческого населения, способная открыть секреты Визитёров), и чтобы отвлечь остальную часть населения, дав ей козла отпущения, на котором можно было бы выместить свои страхи. Ключевые человеческие особи становятся для Дианы предметом особого контроля за разумами, процессом, называемым «преобразованием», который превращает людей в пешки Визитёров, оставляя лишь тонкие поведенческие ключи к этому управлению. Другие становятся объектами ужасающих биологических экспериментов Дианы.
Некоторые люди (включая мать Майкла Донована, Элеонор Дапри) добровольно сотрудничают с Визитёрами, поддавшись их власти. Дэниэль Берштейн, дед которого старый еврей, переживший Холокост, присоединяется к друзьям Визитёров и выдаёт место нахождения учёного стороне пришельцев. Одна девушка, Робин Максвелл, дочь известного учёного, который скрылся, занимается сексом с мужской особью Визитёра по имени Брайан, который оплодотворяет её в качестве одного из «медицинских экспериментов» Дианы.
Образуется движение сопротивления, публично разоблачающее и противостоящее Визитёрам. Лидером ячейки Лос-Анджелеса является Джули Пэрриш. Позднее Донован присоединяется к группе и, снова проникнув на материнский корабль, узнаёт от Визитёра по имени Мартин, что история об их нужде в химических отходах была лживой. Истинной целью прибытия Визитёров на Землю является завоевание и покорение планеты, похищение всей земной воды и использование человеческой расы в качестве пищи, оставив лишь некоторых рабами и пушечным мясом для войн Визитёров с другими расами инопланетян. Мартин является одним из множества диссидентов среди Визитёров (позже известных как «пятая колонна»), которые выступают против планов своего лидера и желали бы мирно сосуществовать с людьми. Мартин заводит дружбу с Донованом и обещает помощь Сопротивлению, а также узнав что он пилот, — даёт Доновану доступ к одному из своих воздушных истребителей. Он бежит с материнского корабля вместе с Робин, которая была там пленницей, и человеком по имени Санчо.
Члены Сопротивления наносят свои первые удары по Визитёрам при поставке лабораторного оборудования и современного военного вооружения из арсеналов Национальной гвардии в целях ведения борьбы. Символом Сопротивления становится буква «V», означающая «victory» — победу, нарисованная аэрозолем на плакатах, пропагандирующих дружбу между Визитёрами и людьми. Символ был предложен Абрахамом Берштейном, другим евреем пережившим Холокост, и дедом Дэниэля.
Мини-сериал заканчивается на том, что Визитёры практически контролируют Землю, а Джули и Элай отправляют в космос просьбу к другим инопланетным расам о помощи против Визитёров.

## Происхождение
Вдохновлённый романом Синклера Льюиса «У нас это невозможно» о фашизме в Соединённых Штатах, режиссёр и продюсер Кеннет Джонсон написал в 1982 году адаптацию, озаглавив её «Storm Warnings». Сценарий был представлен в NBC для съёмок мини-сериала, но руководство NBC отклонило первоначальный вариант, утверждая, что он был слишком «заумным» для просмотра средним американцем. Чтобы сделать сценарий более востребованным, американские фашисты были переделаны в инопланетян-людоедов, представив историю в виде научной фантастики для популярности научно-фантастической франшизы, наподобие Звёздных Войн. Премьера мини-сериала «V» с новой переделанной историей состоялась 1 мая 1983 года.

## Влияние
Помимо «У нас это невозможно», несколько сцен из оригинального телевизионного пилотного выпуска имели сходство с пьесой Бертольта Брехта в «Страх и отчаяние в Третьей империи». Рассказ Деймона Найта, названный «To Serve Man» (позднее адаптированный в эпизод «Сумеречной зоны» был похож на сюжетную линию, показывая обман дружелюбных пришельцев, тайно выращивавших людей в качестве пищи. История стала аллегорией на нацизм, вплоть до похожей на свастику эмблемы, используемой Визитёрами. В мини-сериале существует вспомогательное молодёжное движение под названием «Друзья пришельцев», имеющих очевидное сходство с Гитлерюгендом и трансляции Визитёров, имитирующие пропаганду III Рейха. Шоу, показывающее взаимодействие человека с Визитёрами, несёт поразительное сходство с историями из оккупированной Европы во время Второй мировой войны, когда некоторые граждане выбирают сотрудничество, а другие — присоединение к подпольному движению сопротивления.
Тогда как нацисты преследовали в основном евреев, Визитёры вместо этого изображаются как преследователи учёных, их семей и всех, кто связан с ними. Кроме того, они распространяют пропаганду, пытаясь скрыть своё истинное лицо. Некоторые из главных героев в первой серии были из семьи евреев, и дед, переживший Холокост, часто комментирует события прошлого, разворачивающиеся снова. Как только они в состоянии сделать это, Визитёры объявляют военный контроль за учёными (и борцами сопротивления).

## Продолжение
Мини-сериал из двух частей идёт около 200 минут; первая часть заслужила рейтинг в 25,4 балла, или свыше 40 миллионов просмотров. Этот успех породил сиквел, «Победа: Последняя битва», который должен был завершить историю. Несмотря на очевидный вывод, за этим само собой последовал еженедельный телесериал, «V (телесериал)», транслировавшийся с 1984 по 1985 годы и продолжавший историю через год после «Последней битвы». Джонсон покинул «V» во время «Последней битвы» из-за разногласий с NBC по поводу того, как должна развиваться история.
В ноябре 2005 года Entertainment Weekly назвал «V» одним из десятки лучших мини-сериалов на DVD. Статья отмечала, что "в качестве притчи о том, что здесь не могло быть фашизма, V был далёк от подзаголовка, но занял свою нишу среди обилия интеллектуальной научной фантастики на телевидении. Его последствия всё ещё могут ощущаться в проектах, подобных «Похищенным» и «4400». В декабре 2008 года «Entertainment Weekly» поместило «V» в «Список лучших 25 научно-фантастических произведений: лучшие в своём жанре, начиная с 1982 г.», и назвал лидера Визитёров Диану, пожирающую морских свинок, «одним из лучших, когда-либо показанном на телевидении».
Премьера ремейка «V» состоялась 3 ноября 2009 года на ABC. Хотя Джонсон не участвовал в новом сериале и все персонажи новые, исполнительный продюсер Скотт Питерс говорит, что он будет придерживаться основных ироничных моментов оригинальной франшизы и потенциально любые первоначальные актёры могут быть включены в съёмки в разных ролях. Также Джонсон сообщил, что он всё ещё продвигает свои планы по выпуску на большой экран версии оригинальной франшизы.

## Актёрский состав
| Люди                  | Люди            |
| Персонаж              | Актёр           |
| --------------------- | --------------- |
| Майкл Донован         | Марк Сингер     |
| Джульет Пэриш         | Фэй Грант       |
| Роберт Максвелл       | Майкл Даррелл   |
| Дэниэль Бернштейн     | Дэвид Пакер     |
| Элеонор Дапри         | Нева Паттерсон  |
| Робин Максвелл        | Блэйр Тефкин    |
| Элиас Тэйлор          | Майкл Райт      |
| Линн Бернштейн        | Бонни Бартлетт  |
| Абрахам Бернштейн     | Леонардо Чимино |
| доктор Бэн Тэйлор     | Ричард Лоусон   |
| Кэйлеб Тэйлор         | Джейсон Бернард |
| Кристин Уолш          | Дженни Салливан |
| Хармони Мур           | Диана Чивита    |
| Джош Брукс            | Томми Питерсен  |
| Шон Донован           | Эрик Джонстон   |
| доктор Морис Янковски | Курт Лоуэнс     |

| Визитёры          | Визитёры       |
| Персонаж          | Актёр          |
| ----------------- | -------------- |
| Диана             | Джейн Бэдлер   |
| Джон              | Ричард Херд    |
| Стивен            | Эндрю Прайн    |
| Мартин            | Фрэнк Эшмор    |
| Вилли             | Роберт Инглунд |
| Брайн             | Питер Нельсон  |
| Барбара           | Дженни Ньюман  |
| капитан Визитёров | Стэк Пирс      |

## Выпуски
Мини-сериал впервые был выпущен под названием «V: мини-сериал» на VHS в середине 1990-х годов и позднее на DVD в 2001 году.

## Новеллизация
Энн Криспин в 1984 году написала 402-страничный роман «V», являющуийся сочетанием оригинального мини-сериала и «Последней битвы». После выхода «V: Второе поколение» в 2008 году Криспин перевыпустила свой роман с главой о первоначальном мини-сериале и Джонсон включил туда новый эпилог, связавший события мини-сериала со «Вторым поколением».